# Akropolis-Turnier 2008
Die 22. Auflage des Akropolis-Basketball-Turniers 2008 fand zwischen dem 7. und 9. Juli 2008 im Vorort Marousi von Athen statt. Ausgetragen wurden die insgesamt sechs Spiele in der Olympiahalle.
Neben der gastgebenden Griechischen Nationalmannschaft nahmen auch die Nationalmannschaften aus Australien, Brasilien sowie Kroatien teil. Während Australien erst zum zweiten Mal vertreten war, nahmen Brasilien und Kroatien zum dritten Mal am Turnier teil.
Als MVP des Turniers wurde der Grieche Antonios Fotsis ausgezeichnet. Top-Scorer wurde Vasilios Spanoulis mit insgesamt 46 erzielten Punkten (15,3 im Schnitt).

## Begegnungen
| 7. Juli 2008 | Australien   | 69 – 71 | Kroatien     |
| 7. Juli 2008 | Griechenland | 72 – 65 | Brasilien    |
| 8. Juli 2008 | Brasilien    | 86 – 77 | Kroatien     |
| 8. Juli 2008 | Australien   | 69 – 89 | Griechenland |
| 9. Juli 2008 | Brasilien    | 84 – 89 | Australien   |
| 9. Juli 2008 | Griechenland | 77 – 64 | Kroatien     |

## Tabelle
| Rang | Land         | Punkte | Körbe   |
| ---- | ------------ | ------ | ------- |
| 1    | Griechenland | 6      | 238–198 |
| 2    | Brasilien    | 4      | 235–238 |
| 4    | Australien   | 4      | 227–244 |
| 3    | Kroatien     | 4      | 212–232 |